# Diadelioides similis
Diadelioides similis är en skalbaggsart som beskrevs av Stefan von Breuning 1940. Diadelioides similis ingår i släktet Diadelioides och familjen långhorningar. Inga underarter finns listade i Catalogue of Life.